# Aslanbek Sikoev
Aslanbek Čermenovič Sikoev (in russo Асланбек Черменович Сикоев?; Vladikavkaz, 11 marzo 1995) è un ex calciatore russo, di ruolo attaccante.

## Carriera
Ha esordito in Prem'er-Liga il 18 luglio 2017 disputando con l'Arsenal Tula l'incontro perso 1-0 contro la Lokomotiv Mosca.

## Statistiche

### Presenze e reti nei club
Statistiche aggiornate al 28 marzo 2022.
| Stagione        | Squadra             | Campionato      | Campionato | Campionato | Coppe nazionali | Coppe nazionali | Coppe nazionali | Coppe continentali | Coppe continentali | Coppe continentali | Altre coppe | Altre coppe | Altre coppe | Totale | Totale |
| Stagione        | Squadra             | Comp            | Pres       | Reti       | Comp            | Pres            | Reti            | Comp               | Pres               | Reti               | Comp        | Pres        | Reti        | Pres   | Reti   |
| --------------- | ------------------- | --------------- | ---------- | ---------- | --------------- | --------------- | --------------- | ------------------ | ------------------ | ------------------ | ----------- | ----------- | ----------- | ------ | ------ |
| gen.-giu. 2015  | Vitjaz' Podol'sk    | 2D              | 3          | 0          | CR              | -               | -               |                    | -                  | -                  |             | -           | -           | 3      | 0      |
| gen.-giu. 2016  | Alanija Vladikavkaz | 2D              | 9          | 7          | CR              | -               | -               |                    | -                  | -                  |             | -           | -           | 9      | 7      |
| 2017-2018       | Arsenal Tula        | PL              | 4          | 0          | CR              | 0               | 0               |                    | -                  | -                  |             | -           | -           | 4      | 0      |
| mar.-set. 2019  | Dnjapro Mahilëŭ     | VL              | 0          | 0          | CB              | 0               | 0               |                    | -                  | -                  |             | -           | -           | 0      | 0      |
| feb.-giu. 2021  | Šinnik              | 1D              | 7          | 0          | CR              | -               | -               |                    | -                  | -                  |             | -           | -           | 7      | 0      |
| 2022            | Jetisý              | PL              | 0          | 0          | CK              | 0               | 0               |                    | -                  | -                  |             | -           | -           | 0      | 0      |
| Totale carriera | Totale carriera     | Totale carriera | 23         | 7          |                 | 0               | 0               |                    | -                  | -                  |             | -           | -           | 23     | 7      |